# Fingerbøl
 Ikke at forveksle med Fingerbøl-slægten.
Fingerbøl (på ældre dansk fingerbjørg (fordi det tjener som beskytter for fingeren under syning) er en genstand af metal eller ben af konisk form med en konveks flade, dækket regelmæssigt af små fordybninger. Fordybningerne kan fange nålen og holde den fast, hvis der skal stikkes igennem mange lag stof på én gang.
Fingerbøl var oprindeligt af læder, senere af horn og åbent i begge ender. Det blev båret på tommelfingeren og hedder derfor på engelsk thimble (af thumb) og på ældre fransk poucier (af pouce). Til beskyttelse for højre hånds lillefinger brugtes, så længe man var henvist til den fine, hårde hørtråd, der skar fingeren, desuden en syring, en ring af metal med aflang plade.
Efter fingerbøl af læder, der allerede omtales i 1100-tallet, udfærdigede man dem af metal eller ben. I den senere middelalder tilvirkedes fingerbøl både i Nürnberg og Milano og spredtes til de mange lande, som disse byer kom i forbindelse med. 1389 kom fingerbøl fra Milano til Frankrig. I Nürnberg dannedes 1534 et lav af fingerbølmagere. Af disse gamle fingerbøl er et eksemplar bevaret på et museum i Darmstadt og stammer fra udgravninger af borgen Tannenberg, der blev ødelagt 1399. Det er af lav, hvælvet form, helt dækket med fordybninger og kun indrettet til at dække den yderste fingerspids.
Til trods for fingerbøls anselige ælde gjorde en hollænder Nicolaus van Benschoten 1684 fordring på at være opfinder af fingerbøllet, og på samme tid nævnes John Lofting som dets indfører i England, hvor han anlagde en fabrik i Londons forstad Islington. Som det fremgår af det ovenstående, kan man slutte, at ingen af disse påstande er sandsynlige. En handelsgenstand kan ikke "opfindes" i Holland eller samtidig i England, når den i nærliggende lande og i Italien har været i brug i århundreder og forinden har været udført fra Italien. Man anlægger heller ikke fabrikker af ukendte ting, men først, når de i et land i forvejen er så udbredte gennem import, at anlægget sandsynligvis vil lønne sig.
Van Benschoten har vistnok kun efterlignet den forandring, der foregik med fingerbøl 1595. Det blev gjort højere og spidsere, således som det nu bruges, blev til en luksusting i ædle metaller, smykket med kostbare stene, gravurer og inskriptioner, der havde stærk erotisk klang: force d'amour; vis amoris, puissance d'amour osv. Disse kostbare fingerbøl var navnlig i stærk brug som brudegaver.
I Frankrig omtales 1641 åbne fingerbøl som indført vare. De var af uægte metal i svær form og ligesom de gamle pouciers og thimbles har de været brugt til at sy i sejldug eller læder. Muligvis har de været en art syringe. De kaldtes déaux. På Fransk hedder fingerbøl dé, som er en forkortning af digitabulum, en fingerbeskytter, som romerne brugte under olivenhøsten. I tidernes løb ændredes dette lange ord imidlertid til deis, deaul, del eller deel. Frankrig fabrikerede også fingerbøl. De bedste udgik fra Blois og var en
eksportvare.
Hollænderne holdt længe fast ved, at van Benschoten var opfinder af fingerbøllet. 1884 fejredes i Amsterdam en 200-års fest for ham, og der mødte fabrikanter af fingerbøl fra mange lande. Et nyt uigennemtrængeligt fingerbøl i tre lag (Dorcas fingerbøl) fandtes at være det bedste på udstillingen.